# Джимале, Юсуф Хусейн
Юсуф Хусейн Джимале (сомал. Yuusuf Hussein Jimcaale; род. неизвестно) — сомалийский государственный и политический деятель. Широко известен в стране как Мадале, действующий и бывший мэр Могадишо и бывший губернатор региона Банадир.

## Биография
Работал секретарём «Партии мира и развития». Впервые вступил в должность мэра Могадишо 2 ноября 2015 года. В апреле 2017 года на должности его сменил Табит Абди Мохамед. 7 сентября 2022 года был повторно назначен мэром Могадишо президентом Сомали Хасаном Шейхом Махмудом. Сменил на должности мэра Могадишо Омара Мохамуда Мохамеда.